# Michel Meier
Michel Meier (* um 1980 in Erfurt)  ist ein deutscher Breakdancer. Er gehörte zur Breakdance-Crew Da Rookies und war Weltmeister. 
Er gewann diverse internationale Titel und wurde 2006 und 2007 mit den Magdeburger Da Rookies IDO-Weltmeister. Meier ist als Choreograf, Tanzlehrer und Dozent tätig.
2006 trug sich Meier in das Goldene Buch der Stadt Magdeburg ein.